# Гери (Кипр)
Гери (др.-греч. ΓέΡι) — город на Кипре, в 10 километрах (6,2 мили) к юго-востоку от столицы Никосии. В 2001 году его население составляло 6643 человека. По состоянию на 2011 год его население составляло 8 235 человек. После референдума в 2011 году Гери стал муниципалитетом.